# Szögliget
Szögliget es un pueblo ubicado en el distrito de Edelény, condado de Borsod-Abaúj-Zemplén, Hungría.

## Superficie
Posee una superficie de 34,74 kilómetros cuadrados.

## Demografía
Hasta 2022 la población era de 544 habitantes, con una densidad de población de 15,66 habitantes por kilómetro cuadrado.